# Álvaro Alfonso de Benavente
Álvaro de Benavente o Álvaro Alfonso de Benavente (Medina de Rioseco, Provincia de Valladolid ¿? - Valladolid, 1554) fue un cambista y mercader de objetos suntuarios, entre otros diamantes y
tejidos.

## Capilla de los Benavente 1544-1554
Álvaro de Benavente compró y mandó construir la capilla de la Concepción en la iglesia de Santa María de Mediavilla, de su ciudad natal, encargada a los Corral de Villalpando. Destaca su magnífica construcción y esculturas de yeso policromado de Jerónimo del Corral y madera policromada de Juan de Juni que fueron terminadas en 1557.
Se acabó esta obra en 1554 y además de las esculturas citadas es muy digna de mención la reja forjada por Francisco Martínez.